# Уейн Статик
Уейн Ричърд Уелс (на английски: Wayne Richard Wells), известен като Уейн Статик (на английски: Wayne Static) е американски музикант, китарист, вокалист и основател на метъл групата Static-X.

## Биография

### Произход и детство
Уейн е роден в Мъскегон, щата Мичигън. Израства в Шелби преди да се премести в Чикаго, Илинойс и по-късно в Калифорния. На 3-годишна възраст получава първата си китара играчка. Когато навършва 7, родителите му решават да му купят истинска китара – модел S12 за начинаещи. На 12 свири за първи път в група и решава, че иска да бъде музикант.

### Кариера
След като се премества в Чикаго, създава групата Deep Blue Dream заедно с Кен Джей и басиста Ерик Харис. Групата се разпада и той се мести в Калифорния, където създава Static-X заедно с Тони Кампос и Коичи Фукуда. Уейн е лесно разпознаваем поради необичайната си прическа, която му отнема около 20 минути за изправяне на косата. През юли 2007 г. започва страничния си соло проект Pighammer, но през декември заявява в интервю: „Pighammer ще се реализира, когато имам време. В момента за мен приоритет е Static-X.“ Уейн присъства на обложката на последния албум – Cult of Static от 2009 г.
Соло албума Pighammer излиза на 4 октомври 2011 г. Като част от соло проекта си, Уейн формира нов състав за разпадналата се по-рано група. Брент Ашли – бас китара, Шон Дейвидсън – барабани и Ашес – китара. През 2012 г. те са на промо турне в подкрепа на соло албума, но под името на групата. По-късно оставащите концерти са отменени поради влошеното здраве на Уейн Статик. През юни 2013 г. той заявява, че групата отново се разпада. Според него различията му с бившия басист Тони Кампос върху правата за използване на името Static-X, са го принудили да сложи нейния край.

### Личен живот
Статик е атеист и вегетарианец. Женен е за порно актрисата Тера Рей.

### Смърт
На 1 ноември 2014 г. е съобщено, че Уейн Статик е починал на 48 г. Според непотвърдени слухове причината е свръхдоза. По-късно съпругата му опровергава това като дава изявление, в което става ясно, че той не е употребявал наркотици от 2009 г. Направената по-късно аутопсия разкрива, че Статик е починал вследствие на отравяне от множество предписани лекарства, сред които успокояващи и болкоуспокояващи, в комбинация с алкохол.

## Дискография

### Static-X
- Wisconsin Death Trip (1999)
- Machine (2001)
- Shadow Zone (2003)
- Start a War (2005)
- Cannibal (2007)
- Cult of Static (2009)

### Соло
- Pighammer (2011)